# Espaço hiperconectado
Na topologia, um espaço topológico é hiperconectado se não é a união de dois subconjuntos propriamente entrelaçados.

## Definição
Seja {\displaystyle (X,\tau )} um espaço topológico (com {\displaystyle X\neq \varnothing }). Dize-se que {\displaystyle X} é hiperconectado ou idutível se quando {\displaystyle B,C\subsetneq X,} onde {\displaystyle B} e {\displaystyle C} são entrelaçados, então {\displaystyle X\neq B\cup C.}